# Sarià crestat
El sarià crestat o sarià (Cariama cristata) és una espècie d'ocell de la família dels cariàmids (Cariamidae) que habita estepes de l'est del Brasil, el Paraguai, est de Bolívia, Uruguai i nord de l'Argentina. És l'única espècie del gènere Cariama.